# Philothée
Philothée est un prénom épicène en français. 

## Sens et origine du nom
Philothée est d'origine grecque, formé sur les racines philos (aimer) et theos (Dieu), à rapprocher de Théophile, formé aussi sur les mêmes racines.

## Variantes
Philothée dans différentes langues
- grec : Philotheos au masculin, Philothei au féminin

## Popularité du nom
Nom très rare en français.
C'est un nom employé parfois dans le langage spirituel, comme un nom générique désignant un disciple d'un père spirituel. Saint François de Sales par exemple écrit à une Philothée dans l'Introduction à la vie dévote.

## Philothée comme nom de personne ou prénom

### Saint Philothée
- Romain, Jacques, Philothée, Habib et Parigore († 297), martyrs (fête le 29 janvier).
- Philothée d'Antioche († vers 304), martyr (fête le 12 janvier).
- Philothée le Sinaïte (entre le IXe et le XIIe siècle), moine, et sans doute higoumène, au monastère de la Théotokos du Buisson ardent (Batos) sur le Sinaï.
- Philothée l'Athonite (XIVe siècle),  moine (fête le 21 octobre).
- Philothée Kokkinos († 1379),  patriarche de Constantinople, défenseur de l'hésychasme (fête le 11 octobre).

### Sainte Philothée
- Philothée d'Athènes († 1589), moniale et martyre, patronne de la ville d'Athènes (fête le 19 février).

### Philothée comme prénom masculin
- Philothée O'Neddy, poète français (1811-1875)
- Philothée de Pskov, moine russe (XVe siècle)

## Toponymie
- Philothei, localité de la banlieue Nord d'Athènes, près du grand stade olympique.